# Pierre-Nicolas-Louis Leroy
Pour les articles homonymes, voir Leroy.
Pierre-Nicolas-Louis Le Roy de Montflobert, dit « Dix-Août », né le 21 mars 1743 à Coulommiers et mort guillotiné le 7 mai 1795 à Paris, est un révolutionnaire français.

## Biographie
Fils de Pierre-Jacques Le Roy du Mée (1695-1759), écuyer, seigneur des Noncourtes, de Voisins et de Montflobert, à Chailly-en-Brie, officier chez le roi, veneur du duc d'Orléans de 1742 à 1748, et de Jeanne-Élisabeth Lefort de La Villeneuve (née en 1710),,, il devient officier du duc d'Orléans et intéressé dans les affaires du Roi.
Membre du conseil général de la commune de Coulommiers, il en est élu maire le 21 novembre 1790, en remplacement de Michel-Martial Cordier (1749-1821), nommé juge de paix deux jours plus tôt,,,.
Dans le cadre de ces fonctions, il reçoit le serment constitutionnel du clergé de la paroisse le 28 janvier 1791 et prononce, à l'occasion du décès de Mirabeau un discours en son hommage le 14 avril suivant. Quelques mois plus tard, il entre en conflit avec le curé de la commune, la municipalité ayant décidé de faire inventorier l'hôpital de la charité, décision annulée par le tribunal de district et le tribunal de Château-Thierry.
Le 17 août 1792, la municipalité adresse à l'Assemblée législative un message « donnant toute son adhésion à ses décrets qui régénèrent la France, sauvée le 10 août par l'énergie du peuple, demandant la déportation immédiate des prêtres réfractaires qui travaillent les citoyens en vue des assemblées primaires, et l'épuration des directoires de département, comme celui de Seine-et-Marne, qui est gangrené d'incivisme et qui, lors du 20 juin, dans son adresse au Roi, a calomnié le peuple de Paris ».
Après l'abolition de la royauté, le 21 septembre 1792, il prend le surnom de « Dix-Août », en référence à la journée du 10 août 1792. Il est nommé juré au tribunal criminel créé le 17 août 1792, dit le « tribunal du 17 août », puis au Tribunal révolutionnaire, mis en place le 10 mars 1793.
Arrêté le 25 thermidor an II, il est jugé avec Fouquier-Tinville lors du procès des membres du tribunal révolutionnaire de Paris, condamné avec quinze autres coaccusés le 17 floréal an III et exécuté le lendemain matin en place de Grève. Il est inhumé au cimetière des Errancis.

## Sources
- Jules Michelet, Histoire de la Révolution française.
- Henri Wallon, Histoire du tribunal révolutionnaire, avec le journal de ses actes, 1882, 6 tomes.